# Xinwu
Xinwu (chiń. 新屋區; pinyin Xīnwū Qū; pe̍h-ōe-jī Sin-ok-khu) – dzielnica miasta Taoyuan na Tajwanie.
25 grudnia 2014 roku, wraz z przekształceniem powiatu Taoyuan w miasto wydzielone, gmina Xinwu została ustanowiona dzielnicą nowo utworzonego miasta wydzielonego.
W skład dzielnicy wchodzą 23 jednostki: Xinwu (新屋里), Xinsheng (新生里), Houhu (後湖里), Qinghua (清華里), Shilei (石磊里), Dongming (東明里), Shezi (社子里), Buding (埔頂里), Jiudou (九斗里), Touzhou (頭洲里), Dapo (大坡里), Wangjian (望間里), Houzhuang (后庄里), Hejian (蚵間里), Shenzhen (深圳里), Kanglang (槺榔里), Bengang (笨港里), Yong’an (永安里), Yongxing (永興里), Xiabu (下埔里), Shipai (石牌里), Xiatian (下田里), Chilan (赤欄里). Około 90% mieszkańców należy do grupy etnicznej Hakka. Jest to region typowo rolniczy, dominuje uprawa owoców, rybołówstwo i hodowla zwierząt.
W Bengang znajduje się najwyższy na świecie pomnik bogini Mazu. We wsi Shezi mieści się natomiast tajwańskie Biuro Oddziału Towarzystwa Strażnica.